# Estadio Nacional de 1972
El estadio Nacional de 1972 es un estadio de fútbol, ubicado en la ciudad de Trelew, provincia del Chubut, Argentina. Pertenece al Club Atlético Independiente de Trelew, que participa en la Liga de fútbol Valle del Chubut.
Fue inaugurado el 26 de noviembre de 1954. Lleva por nombre "Nacional de 1972" (o "Nacional '72"), en homenaje y alusión al máximo logro alcanzado por la institución, y está ubicado entre las calles Rivadavia, Soberanía Nacional (ex Estados Unidos) y Centenario. Posee dos pequeñas gradas de madera con una capacidad de aproximadamente 350 espectadores y la superficie de su campo de juego es íntegramente de tierra. En el predio también se encuentra un gimasio cerrado (construido en 1973), llamado Alfredo García, en honor al presidente del Club, en ese entonces, que 10 años después sería intendente de Trelew. Además, el gimnasio es donde también funciona la sede oficial del club.
A futuro la cancha pasará a ser cubierta con césped sintético.

## Historia

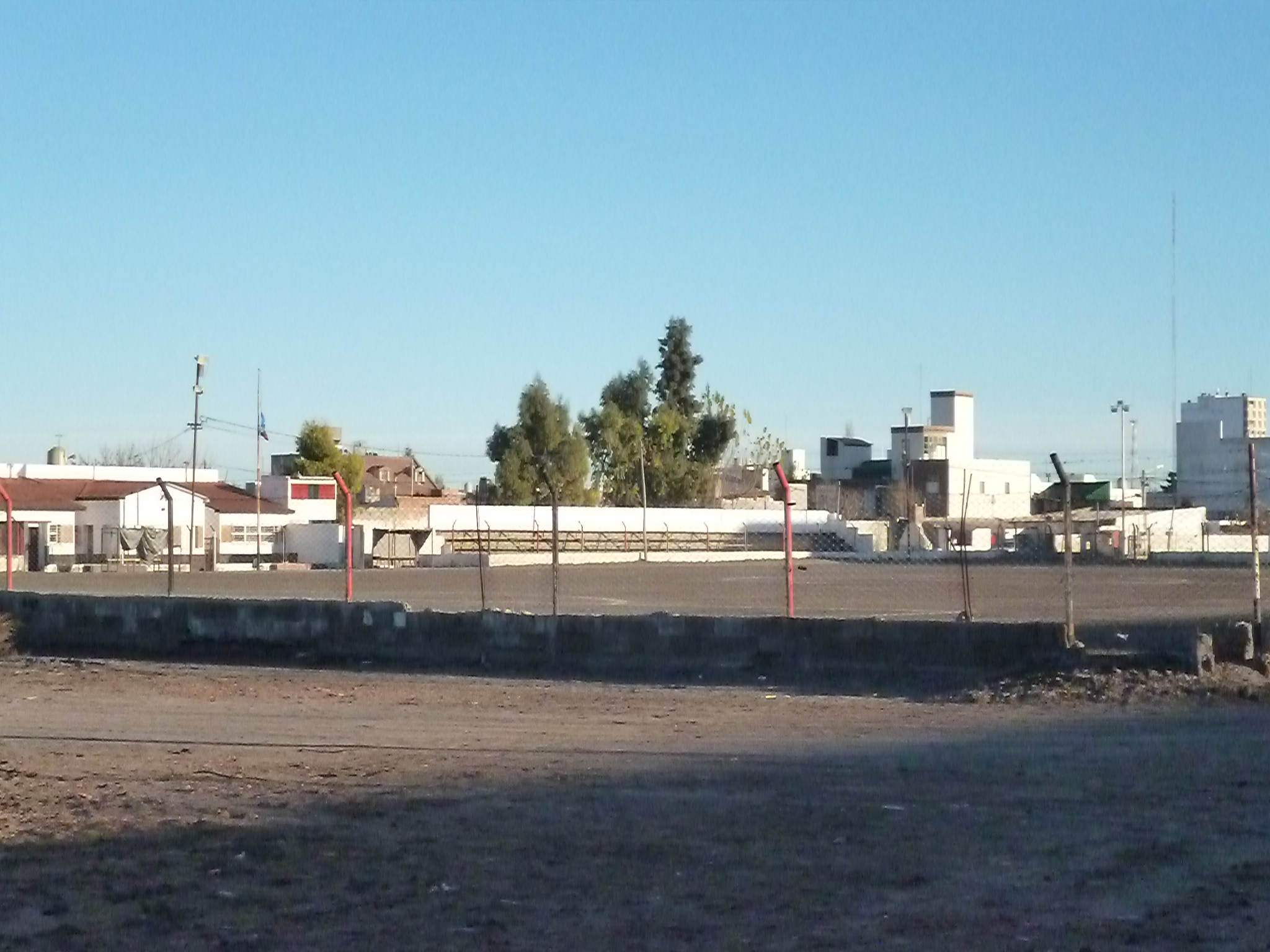
Vista de la cancha y las tribunas.

Es el único estadio de Liga del Valle que ha acogido encuentros oficiales de Primera División y, junto al estadio Raúl Conti de Guillermo Brown, los únicos que han recibido de manera oficial a equipos grandes del fútbol argentino. En su campo de juego fueron disputados siete encuentros de Primera División, en marco del Campeonato Nacional 1972.
La primera cancha de Independiente estaba emplazada en la zona denominada "El Salitral" (hoy calle Paraguay, entre Avenida Yrigoyen y calle Belgrano), desde donde se trasladó al viejo campo de juego del Athletic Trelew en las calles 25 de Mayo y Edison. Más tarde el Racing Club compró esta cancha para su uso y el equipo de Independiente debió alquilar la llamada Manzana Nº 111 (ex Cuarteles), donde inauguró su nuevo campo el 9 de octubre de 1932. Vencido el contrato, una nueva mudanza obligó al club a disputar sus partidos en un terreno prestado, hacia el norte del Barrio Don Bosco. En 1950 la institución adquirió definitivamente el predio donde hoy se encuentra su estadio.
Actualmente, existe un convenio para la construcción de la cancha de césped sintético por parte del gobierno provincial. El 31 de mayo de 2015 se cerró el estadio para dichas reformas. En septiembre del 2015 comenzaron las obras de demolición del estadio.